# Firebugs
Firebugs est un jeu vidéo de course développé par Attention to Detail et édité par Sony Computer Entertainment, sorti en 2002 sur PlayStation.

## Accueil
- Jeux vidéo Magazine : 16/20[1]
- Jeuxvideo.com : 8/20[2]